# Hey!blau Records
Hey!blau Records ist ein unabhängiges deutsches Tonträgerunternehmen, das Jazz und Weltmusik vertreibt.
Das Label wurde 2009 in Köln vom Gitarristen Thomas Mühlhoff gegründet, der das Unternehmen gemeinsam mit Jonas Holland-Moritz führt. Dort sind Musiker wie Evelyn Kryger, Marie Séférian, Sutopia (Susanne Dobrusskin und Thomas Mühlhoff), Kerim König, Michael Villmow, millhope, Matthew Halpin, Johannes Metzger und Jenny Thiele unter Vertrag. Angeschlossen ist seit 2012 mit Hey!blau Labs ein Kreativ-Labor, das Werbeartikel, zum Beispiel Produkte um das Thema IT-Sicherheit & Datenschutz, entwirft.